# Frank Lloyd
Pour les articles homonymes, voir Lloyd.
Frank Lloyd est un réalisateur, producteur, scénariste et acteur britannique d'origine écossaise, né le 2 février 1886 à Glasgow en Écosse et mort le 10 août 1960 à Santa Monica en Californie.

## Carrière
Il joua dans plus de 60 films de 1913 à 1916, rédigea plus de 40 scénarios de 1913 à 1941, produisit près de 30 films de 1921 à 1955.
C’est pourtant les 132 films qu’il réalisa de 1914 à 1955 qui lui valurent d'être reconnu. Ses genres de prédilection sont les drames, les aventures et les romances. Il réalisera plusieurs adaptations littéraires, comme Les Misérables de Victor Hugo en 1917.
Il réalisa également Les Révoltés du Bounty (1935) et Oliver Twist (1922), l'une des adaptations les plus fidèles du roman de Charles Dickens.
Frank Lloyd gagnera deux Oscars :
- en 1930 pour La Divine Lady, alors que le film n’était pas nommé au titre du Meilleur réalisateur (unique dans l’histoire du cinéma) ;

- en 1934 pour Cavalcade.

## Vie privée
Il fut marié à la scénariste Virginia Kellogg de 1955 jusqu'à sa mort en 1960.

## Filmographie partielle

### Réalisateur
- 1914 : The Law of His Kind (+ acteur)
- 1914 : The Mexican's Last Raid (+ acteur)
- 1914 : A Prince of Bavaria (+ acteur)
- 1914 : As the Wind Blows (+ acteur)
- 1914 : The Vagabond (+ acteur)
- 1914 : The Link That Binds (+ scénariste et acteur)
- 1914 : The Chorus Girl's Thanksgiving (+ acteur)
- 1914 : Traffic in Babies (+ acteur)
- 1914 : A Page from Life (+ scénariste et acteur)
- 1915 : Pawns of Fate (+ acteur)
- 1915 : The Temptation of Edwin Swayne (+ acteur)
- 1915 : Wolves of Society (+ scénariste et acteur)
- 1915 : His Last Serenade (+ acteur)
- 1915 : Martin Lowe, Financier (+ acteur)
- 1915 : An Arrangement with Fate (+ acteur)
- 1915 : To Redeem an Oath (+ acteur)
- 1915 : The Bay of Seven Isles (+ acteur)
- 1915 : His Last Trick (+ scénariste)
- 1915 : The Pinch (+ scénariste et acteur)
- 1915 : His Captive (+ acteur)
- 1915 : Life's Furrow
- 1915 : When the Spider Tore Loose (+ scénariste et acteur)
- 1915 : Nature's Triumph (+ acteur)
- 1915 : The Prophet of the Hills (+ acteur)
- 1915 : $100,000 (+ scénariste et acteur)
- 1915 : The Little Girl of the Attic
- 1915 : The Toll of Youth
- 1915 : Fate's Alibi (+ scénariste)
- 1915 : Trickery (+ scénariste et acteur)
- 1915 : Their Golden Wedding
- 1915 : From the Shadows (+ scénariste et acteur)
- 1915 : Little Mr. Fixer (+ scénariste)
- 1915 : Eleven to One (+ acteur)
- 1915 : Billie's Baby
- 1915 : Martin Lowe, Fixer (+ acteur)
- 1915 : For His Superior's Honor (+ scénariste)
- 1915 : According to Value (+ scénariste et acteur)
- 1915 : Paternal Love (+ scénariste)
- 1915 : The Source of Happiness
- 1915 : In the Grasp of the Law (+ scénariste)
- 1915 : A Double Deal in Pork
- 1915 : Dr. Mason's Temptation (+ scénariste)
- 1915 : The Gentleman from Indiana (+ scénariste)
- 1915 : Jane (+ scénariste)
- 1915 : The Reform Candidate
- 1915 : To Redeem a Value (+ scénariste)
- 1915 : 10,000 Dollars (+ scénariste)
- 1916 : The Tongues of Men
- 1916 : The Call of the Cumberlands
- 1916 : Madame la Presidente
- 1916 : The Code of Marcia Gray (+ scénariste)
- 1916 : David Garrick
- 1916 : Madeleine (The Making of Maddalena)
- 1916 : An International Marriage
- 1916 : The Stronger Love (+ acteur)
- 1916 : The Intrigue
- 1916 : Sins of Her Parent
- 1916 : The World and the Woman
- 1917 : The Price of Silence (+ scénariste)
- 1917 : Un drame d'amour sous la Révolution (A Tale of Two Cities)
- 1917 : Volonté (American Methods)
- 1917 : La Femme fardée (When a Man Sees Red)
- 1917 : Les Misérables (+ scénariste)
- 1917 : The Heart of a Lion (+ scénariste)
- 1917 : The Kingdom of Love (+ scénariste)
- 1918 : The Blindness of Divorce (+ scénariste)
- 1918 : True Blue
- 1918 : Riders of the Purple Sage (+ scénariste)
- 1918 : William Farnum in a Liberty Loan Appeal (court métrage de propagande)
- 1918 : His Extra Bit (court métrage)
- 1918 : The Rainbow Trail (+ scénariste)
- 1918 : United States Fourth Liberty Loan Drive (court métrage de propagande)
- 1918 : For Freedom
- 1919 : Après le typhon (The Man Hunter) (+ scénariste)
- 1919 : Pitfalls of a Big City
- 1919 : Une idylle dans la tourmente (The World and Its Woman)
- 1919 : Tentations (The Loves of Letty)
- 1920 : L'Appartement n°13 (The Woman in Room 13)
- 1920 : La Horde d'argent (The Silver Horde)
- 1920 : Le Chant du cygne (The Great Lover)
- 1920 : La Femme X... adapté de la pièce La Femme X d'Alexandre Bisson
- 1921 : A Tale of Two Worlds
- 1921 : Roads of Destiny
- 1921 : Une voix dans la nuit (A Voice in the Dark)
- 1921 : Hérédité (The Invisible Power)
- 1921 : Un lâche (The Man from Lost River)
- 1921 : Le Calice (The Grim Comedian)
- 1922 : La Duchesse de Langeais (The Eternal Flame) adapté du roman d'Honoré de Balzac
- 1922 : The Sin Flood
- 1922 : Oliver Twist adapté du roman de Charles Dickens
- 1923 : The Voice from the Minaret
- 1923 : À l'abri des lois (Within the Law)
- 1923 : Cendres de vengeance (Ashes of Vengeance)
- 1923 : Black Oxen
- 1924 : L'Aigle des mers (The Sea Hawk) adapté du roman de Rafael Sabatini (+ producteur)
- 1924 : The Silent Watcher
- 1925 : Her Husband's Secret
- 1925 : Winds of Chance
- 1925 : Les Orphelins de la mer (The Splendid Road)
- 1926 : The Wise Guy
- 1926 : Le Corsaire masqué (The Eagle of the Sea)
- 1927 : Les Enfants du divorce (Children of Divorce)
- 1928 : La Belle Exilée (Adoration)
- 1929 : Le Torrent fatal (Weary River) (+ producteur)
- 1929 : Drag
- 1929 : La Divine Lady (The Divine Lady)
- 1929 : Rues sombres (Dark Streets)
- 1929 : Young Nowheres
- 1930 : The Way of All Men
- 1930 : L'Affront (Son of the Gods)
- 1930 : Adios (The Lash)
- 1931 : East Lynne
- 1931 : Une femme moderne (The Age for Love)
- 1931 : The Right of Way
- 1932 : A Passport to Hell
- 1933 : Berkeley Square
- 1933 : Cavalcade (+ producteur)
- 1933 : Houp là (Houp-La)
- 1934 : Entrée de service ou Entrée des employés (Servant's Entrance), adapté d'un roman de Sigrid Boo.
- 1935 : Les Révoltés du Bounty (Mutiny on the Bounty)
- 1936 : Sous deux drapeaux (Under two flags)
- 1937 : Le Démon sur la ville (Maid of Salem)
- 1937 : Une nation en marche (Wells Fargo)
- 1938 : Le Roi des gueux (If I Were King)
- 1939 : Les Maîtres de la mer (Rulers of the Sea)
- 1940 : Howard le révolté (The Howards of Virginia) (+ producteur)
- 1941 : Une femme à poigne (The Lady from Cheyenne) (+ producteur)
- 1941 : Révolte au large (This Woman is Mine)
- 1943 : Et la vie recommence (Forever and a Day) (+ producteur)
- 1945 : Du sang dans le soleil (Blood on the Sun)
- 1945 : The Last Bomb (court métrage documentaire)
- 1954 : Terreur à Shanghaï (The Shanghaï Story)
- 1955 : Quand le clairon sonnera (The Last Command) (+ producteur associé)

### Acteur (en dehors de ses propres films)
- 1913 : The She Wolf de Francis Ford : le joueur
- 1913 : The Buccaneers d'Otis Turner (+ scénariste)
- 1913 : The Madonna of the Slums de Francis Ford : le chef apache
- 1914 : On the Rio Grande d'Otis Turner : Pedro

### Producteur (en dehors de ses propres films)
- 1942 : Les Écumeurs (The Spoilers) de Ray Enright
- 1942 : Cinquième Colonne (Saboteur) d'Alfred Hitchcock

## Récompenses

### Oscar
- 1936 : Nomination Meilleur réalisateur pour Les Révoltés du Bounty
- 1934 : Meilleur réalisateur pour Cavalcade
- 1930 : Meilleur réalisateur pour La Divine Lady
- 1930 : Nomination Meilleur réalisateur pour Drag
- 1930 : Nomination Meilleur réalisateur pour Le Torrent fatal (Weary River)